# Mets de Guaynabo 2011 (pallavolo femminile)
Questa voce raccoglie le informazioni riguardanti le Mets de Guaynabo nella stagione 2011.

## Organigramma societario
Area direttiva
- Presidente: Jorge de Jesús

Area tecnica
- Allenatore: Javier Gaspar

## Rosa
| N° | Nome               | Ruolo | Data di nascita   | Nazionalità sportiva |
| -- | ------------------ | ----- | ----------------- | -------------------- |
| 1  | Nayka Benítez      | L     | 8 febbraio 1989   | Porto Rico           |
| 2  | Jordaliz Mercado   | P     | 19 luglio 1990    | Porto Rico           |
| 3  | Winna Pellot       | L     | -                 | Porto Rico           |
| 4  | Jessica Swarbrick  | C     | 11 agosto 1987    | Stati Uniti          |
| 5  | Patrice Arrington  | S     | 7 maggio 1976     | Stati Uniti          |
| 6  | Miriam Quijano     | C     | -                 | Porto Rico           |
| 7  | Sheila López       | S/O   | -                 | Porto Rico           |
| 8  | Eva Cruz           | S/O   | 22 gennaio 1974   | Porto Rico           |
| 9  | Dulce Téllez       | C     | 12 settembre 1983 | Cuba                 |
| 10 | Aida Bauzá         | S     | 20 settembre 1989 | Porto Rico           |
| 11 | Enimarie Fernández | C/O   | 25 febbraio 1988  | Porto Rico           |
| 12 | Mariemil Del Valle | L     | -                 | Porto Rico           |
| 14 | Prisilla Rivera    | S     | 29 dicembre 1984  | Rep. Dominicana      |
| 15 | Jessica Nyrop      | P     | 23 aprile 1986    | Stati Uniti          |
| 17 | Claudia Rodríguez  | L     | -                 | Porto Rico           |
| 18 | Juliana Paz        | S     | 24 maggio 1988    | Brasile              |